# Maigret et l'Homme tout seul
Maigret et l'Homme tout seul est un roman policier de Georges Simenon publié en 1971. Il fait partie de la série des Maigret. Son écriture s'est déroulée entre les 1er et 7 février 1971 à Epalinges (canton de Vaud), Suisse.

## Personnages
- Marcel Vivien :  la victime, ancien ébéniste devenu clochard. Marié, une fille (mariée au moment du drame). Environ 55 ans.
- Louis Mahossier : entrepreneur de peinture à Montmartre, la cinquantaine
- Gabrielle Vivien : épouse séparée de Marcel Vivien, couturière
- Odette Delaveau, née Vivien : fille de Marcel Vivien, 28 ans
- Nina Lassave : maîtresse de Vivien et de Mahossier, assassinée à 22 ans le 16 août 1946 par Vivien.

## Résumé
En 1965, un homme est trouvé mort dans une chambre abandonnée du quartier des Halles . C'est un clochard vivant dans une telle solitude que personne ne sait rien de lui. Patiemment, Maigret va rechercher sa famille et scruter son passé. Il s'appelle Marcel Vivien, était ébéniste à Montmartre et a quitté, un jour de 1945, travail et famille pour suivre une jeune fille. Sa femme, qui se refuse à aider Maigret, nourrit envers Vivien une haine féroce. Mais pourquoi l'ébéniste est-il devenu clochard ? Et qui peut avoir eu des raisons de le tuer ? Un coup de téléphone anonyme met le commissaire sur la piste. Maigret va bientôt retrouver un certain Mahossier, entrepreneur de peinture à Montmartre et qui a précisément dîné aux Halles le soir du crime au vieux restaurant Le Pharamond. 
Les fils épars se nouent. Nina Lassave, la jeune fille pour laquelle Vivien avait tout quitté, n'a pas tardé à accueillir un deuxième amant, Mahossier. Lorsque Vivien s'en est aperçu, il a étranglé la jeune femme, puis a disparu. Mahossier s'est alors juré de retrouver Vivien et de faire justice. Vingt ans plus tard, dînant aux Halles, il a reconnu l'ancien ébéniste dans un clochard déchargeant des caisses de légumes. Il s'est armé d'un revolver, a suivi le clochard jusqu'à son logis et l'a abattu sur sa paillasse.

## Aspects particuliers du roman
Le nœud de l’affaire se situant dans un passé vieux de vingt ans, l’enquête fait alterner les événements actuels et des événements anciens difficiles à reconstituer et à contrôler. Les retours en arrière prennent ici une importance considérable. 

## Incohérences
Dans les poches du cadavre on découvre des pièces de 25 centimes ; or il n'y a jamais eu de pièces de cette valeur à l'époque du roman (1965). En plus, l'origine du coup de téléphone anonyme qui resout l'affaire demeure totalement mystérieuse.

## Fiche signalétique de l'ouvrage

### Cadre spatio-temporel

#### Espace
Paris (quartiers des Halles et de Montmartre). La Baule.

#### Temps
L’enquête se déroule en août 1965 et dure sept jours, mais remonte dans le passé (1945 et
1946).

## Éditions
- Prépublication en feuilleton dans le quotidien Le Figaro, n° 8268-8290 du 14 avril au 11 mai 1971 sous le titre Maigret et l'homme seul.
- Édition originale : Presses de la Cité, 1971
- Tout Simenon, tome 15, Omnibus, 2003  (ISBN 978-2-258-06056-2)
- Livre de Poche, n° 31690  (ISBN 978-2-253-13383-4)
- Tout Maigret, tome 9, Omnibus,  2019  (ISBN 978-2-258-15050-8)

## Adaptation
- Sous le titre Keishi to hitoribotchi no otoko, téléfilm japonais de Fukumoto Yoshito, avec Kinya Aikawa (Commissaire Maigret), diffusé en 1978.
- Maigret et l'homme tout seul, téléfilm français de Jean-Paul Sassy avec Jean Richard, diffusé en 1982.

## Source
- Maurice Piron, Michel Lemoine, L'Univers de Simenon, guide des romans et nouvelles (1931-1972) de Georges Simenon, Presses de la Cité, 1983, p. 400-401  (ISBN 978-2-258-01152-6)